# Parevania kriegeriana
Parevania kriegeriana är en stekelart som först beskrevs av Günther Enderlein 1905.  Parevania kriegeriana ingår i släktet Parevania och familjen hungersteklar. Inga underarter finns listade i Catalogue of Life.